# Museo archeologico nazionale di Volcei
Il Museo Archeologico Nazionale "Marcello Gigante" di Volcei-Buccino è un museo archeologico ubicato nel comune di Buccino, in provincia di Salerno.
Dal dicembre 2014 il Ministero per i beni e le attività culturali lo gestisce tramite il Polo museale della Campania, nel dicembre 2019 divenuto Direzione regionale Musei.

## Il percorso museale
Il Museo è ospitato all'interno dell'ex Convento degli Eremitani di Sant'Agostino, risalente al XIII secolo e successivamente ampliato nella forma attuale dall'architetto Natale da Ragusa nel 1474.
L'esposizione raccoglie circa 5000 reperti e si snoda su di una superficie di 1.600 m² disposta su quattro livelli suddivisi in diverse sezioni: 

- “Dalla pietra al bronzo: frammenti di vita dalla preistoria”;
- “Nascita di un'identità” (VIII – VII sec. a.C.);
- “Principi e guerrieri” (VI – V sec. a.C.);
- “una Famiglia Aristocratica” (IV sec. a.C.);
- “Storia della città” (IV – I sec. a.C.);
- “La città di marmo” I sec. a.C. – I sec. d.C.);

I materiali esposti più importanti sono:
- La tomba degli ori (tomba 270 III sec. a.C.);
- Mosaico a tessere (risalente al IV sec. a.C.);
- Cratere raffigurante la parodia del “Ratto di Cassandra” firmato dal ceramografo pestano Assteas;

Il Museo è aperto tutti i giorni dalle ore 9.00 alle ore 14.00 (ultimo ingresso ore 13.00). Su prenotazione fino alle 18.00